# Erehof Hattem
Erehof Hattem is gelegen op de gemeentelijke begraafplaats van Hattem aan de Kerkhofdijk in de provincie Gelderland. Er ligt één Gemenebestoorlogsgraf even voorbij de ingang van de begraafplaats. Het erehof bestaat uit één steen met daarop de volgende naam:
| Naam                          | Functie  | Onderdeel                | Regiment                     | Overleden  | Leeftijd |
| ----------------------------- | -------- | ------------------------ | ---------------------------- | ---------- | -------- |
| John Patrick Standidge Austin | Sergeant | Royal Berkshire Regiment | Special Operations Executive | 04-04-1945 | 22       |

## Geschiedenis
John Patrick Standidge Austin was een sergeant van het Royal Berkshire Regiment. Hij maakte deel uit van het zogenaamde Jedburgh-team dat op 12 september 1944 werd gedropt op een afwerpterrein bij Rijssen. Austin was telegrafist en moest contact onderhouden met de militaire inlichtingendienst in Londen en met het, achter de oprukkende geallieerde leger opererende, zendstation Wensum. Austin had een onderduikadres in Daarle. Van daaruit werkte hij samen met zijn collega Jaap Beekman van het Bureau Bijzondere Opdrachten (BBO).
Rond 18 november 1944 werd Austin op zijn schuiladres in Luttenberg gearresteerd. Op 4 april 1945 werd hij samen met vijf andere slachtoffers op de Geldersedijk in Hattem voor het vuurpeloton gezet en gefusilleerd. Vlak bij de plek van fusillade, is na de Tweede Wereldoorlog een monument opgericht voor diegene die daar omgebracht zijn.
Bij zijn graf worden jaarlijks op 4 mei bloemen gelegd door een delegatie van het gemeentebestuur van Hattem.